# Ингерсолл, Уоррен
Джон Хобарт Уоррен Ингерсолл (англ. John Hobart Warren Ingersoll; 22 марта 1908, Филадельфия, Пенсильвания — 6 сентября 1995, Спринг-Хаус, Пенсильвания) — американский хоккеист на траве, полевой игрок. Бронзовый призёр летних Олимпийских игр 1932 года.

## Биография
Уоррен Ингерсолл родился 22 марта 1908 года в американском городе Филадельфия.
Учился в школе Сент-Пол и Принстонском университете, играл в футбол, хоккей на траве и бейсбол.
Работал на железной дороге в Оклахоме.
В 1932 году вошёл в состав сборной США по хоккею на траве на летних Олимпийских играх в Лос-Анджелесе и завоевал бронзовую медаль. Играл в поле, провёл 1 матч, мячей не забивал.
В 1940 году выиграл чемпионат США по рэкетсу. Играл в гольф, впоследствии стал президентом Американской ассоциации гольфистов-ветеранов.
Участвовал во Второй мировой войне. За пять лет дослужился до майора американской армии.
После войны стал президентом фармацевтической сервисной компании в Форт-Вашингтоне и занимал этот пост до ухода на пенсию в 1978 году. Параллельно занимался общественной деятельностью.
Умер 6 сентября 1995 года в американской местности Спринг-Хаус в штате Пенсильвания.